# Замойський синод
Замойський синод, вживається також термін собор (лат. Synodus Zamoscensis, Synodus provincialis Ruthenorum habita in Zamosciae) — синод, локальний собор Київської греко-католицької митрополії, який відбувся в Замостю заходами митрополита Льва II Кішки 1720 року. Даний Синод певні джерела подають як Собор, оскільки на ньому були присутні представники Львівського Ставропігійського Братства, які були мирянами. Був другим після Кобринського (1626) загально-церковним синодом в історії греко-католицької церкви.

## Відомості
Проведений для покращення організації УГКЦ як реакція на наступаючу реформу Петром I Російської православної церкви (1723), що на протестантський манер підпорядковувала церкву політичній владі: скасовувала патріаршество та введеня Святійшого Синоду з представниками світської влади. Синод заборонив шанувати Святого Григорія Паламу.
Для надання Синодові більшої ваги Папа Климент XI призначив своїм легатом і головою збору свого нунція у Варшаві Джироламо Ґрімальді. Як митрополит, так і нунцій уже в середині 1715 року писали до Папи Климента XI про дозвіл скликати синод. Того самого року дозвіл було надано. Однак, унаслідок воєнних неспокоїв та політичних обставин у Річі Посполитій, синод можна було скликати тільки 1720 року.
Митрополит Кішка призначив синод на 26 серпня 1720 року в м. Львові. Але влітку того ж року у Львові виникла пошесть, тож вирішено перенести синод на північ, до містечка Замостя в Люблінській окрузі.
Учасниками Замойського Синоду були сім владик Київської Церкви:
- Флоріян Гребницький (1720—1762), архієпископ Полоцький;
- Йосиф Виговський (1716—1730), єпископ Луцько-Острозький;
- Атанасій Шептицький (1715—1746), єпископ Львівсько-Галицький;
- Йосиф Левицький (1711—1730), єпископ Холмсько-Белзький;
- Єронім Устрицький (1715—1746), єпископ Перемишльський;
- єпископ, номінат Пінсько-Турівський, висвячений у Замості Теофіл Годебський (1720—1730);
- Лаврентій Соколинський-Друцький (1718—1727), архієпископ Смоленський.

Крім них, у Замойському Синоді взяли участь протоархимандрит Василіянського Чину о. Антоній Завадський, сім архимандритів, вікарій Супрасльської архимандрії та 129 священників світського і чернечого клиру, крилошани капітул, професори духовних семінарій, декани, ігумени головних монастирів й інші чільні церковні мужі. Були також двоє мирян — представники Львівського Ставропігійного братства.
Синод розгортав свою роботу в секціях, а три урочисті засідання проходили у церкві Покрови Божої Матері. Перше урочисте засідання відбулося 26 серпня 1720 року, друге — 1 вересня, а третє, заключне, — 17 вересня того ж року.

## Постанови Собору
Було складено і підписано «Сповідання віри», де містилося принципово важливе для католицизму доповнення про сходження Святого Духа не тільки від Бога-Отця, а й від Бога-Сина. Це доповнення мусили визнавати всі кандидати на висвячення (диякони, священики, єпископи), а також ті, хто мав прийняти чернечий постриг. На соборі було ухвалено 19 постанов (зокрема «Про католицьку віру», «Про Святі таїнства», «Про семінарії», частина постанов було запозичено з рішень контрреформаційного (див. Контрреформація) Тридентського собору 1545–63). Рішення собору поглибило обрядові та організаційні розходження між православними та греко-католиками й зблизило останніх з католиками. Низка рішень була спрямована на зміцнення внутрішньоцерковної організації та дисципліни, посилення ролі митрополита, піднесення рівня освіти духовенства й вірних, душпастирської діяльності, уніфікації церковної освіти білого й чорного духовенства, запровадження практики обов'язкової недільної проповіді, активізації боротьби з єресями та чаклунством тощо. Лев Кішка, зважаючи на усталену традицію, проголосив домінуючою мовою в богослужінні не латину, а церковнослов'янську. Водночас греко-католицькому духовенству заборонялося причащатися, молитися в православних церквах, навіть спілкуватися з православним духовенством. Усупереч попереднім гарантіям римської курії греко-католицькому духовенству наказувалося вилучити всі тодішні богослужбові книги та замінити їх новими, допущеними ватиканською цензурою, також було санкціоновано обрядові зміни. Запроваджувалися деякі римо-католицькі свята. Латинізація греко-католиків викликала певний спротив, особливо в середовищі львівських братчиків, однак він не набув значних масштабів. Після офіційного затвердження постанов Замойського собору римською курією і їх першої публікації в латиномовному оригіналі (1724) вони стали основоположними для УГКЦ.
Делегати Замойського синоду торкнулися також питання стану існування жіночих монастирів у греко-католицькій церкві. В заключних постановах синоду жіночому чернецтву присвячений окремий розділ (розділ XII — «De monialibus»). В історичній літературі питання про вплив постанов Замойського синоду на стан існування жіночих монастирів у греко-католицькій церкві у XVIII ст. ще недостатньо висвітлене.

## Учасники Замойського синоду[3]
1. Джироламо Ґрімальді, архиєпископ едесський, апостольський нунцій в Королівстві Польському і Великому князівстві Литовському
2. Лев Кишка, митрополит київський, галицький та всієї Русі, єпископ володимирський і берестейський, архимандрит києво-печерський, супрасльський
3. Флоріян Гребницький, архиєпископ полоцький і вітебський
4. Йосиф Виговський, єпископ луцький та острозький
5. Йосиф Левицький, єпископ холмський і белзький, архимандрит жидичинський
6. Атанасій Шептицький, єпископ львівський, галицький і кам'янецький
7. Єронім Устрицький, єпископ перемишльський, самбірський і сяноцький
8. Теодозій Ґодебський, єпископ-номінат пинський і турівський
9. Лаврентій Друцький-Соколинский, архиєпископ смоленський і сіверський

### Архимандрити
1. Йоан-Хризостом Радзимінський-Францкевич, ЧСВВ, архимандрит черейський
2. Інокентій Пигович, ЧСВВ, архимандрит милецький
3. Януарій Огурцевич, ЧСВВ, архимандрит дерманський і дубенський
4. Сильвестр Теравський, ЧСВВ, архимандрит дорогобузький
5. Яків Соліковський, ЧСВВ, архимандрит кобринський, протоконсультор Чину
6. Патрикій Більський, ЧСВВ, архимандрит овруцький
7. Полікарп Филипович, ЧСВВ, архимандрит лещинський
8. Йосафат Яхимович, ЧСВВ, архимандрит толочинський
9. Інокентій Харкевич, ЧСВВ, намісник архимандрита супрасльського
10. Теофіл Лацевич, ЧСВВ, делегат Супрасльського монастиря Чину святого Василія Великого

### Із Київської митрополичої єпархії
1. Григорій Кисілевський, декан димирський
2. Стефан Голоскевич, декан чуднівський
3. Йоан Следкевич, віцедекан і парох вільський

### Із Новогородоцької митрополичої єпархії
1. Теодор Міхневич, декан несвізький
2. Петро Губінський, декан ґродненський
3. Яків Прокопович, декан лідський
4. Франциск Вишинський, декан ошмянський
5. Венедикт Скірон, віцедекан слонімський
6. Костянтин Радкевич, декан волковиський
7. Теодор Сліжевський, декан циринський

### З Мінської митрополичої єпархії
1. Михаїл Язґунович, декан блонський
2. Стефан Мрайський, декан долгинівський
3. Михаїл Зубович, декан мінський
4. Филип Пішко, декан бобруйський
5. Павло Любович, декан мядельський
6. Антоній Гінько, віцедекан логойський

### Від Чину святого Василія Великого
1. Антоній Завадський, ЧСВВ, протоархимандрит Чину
2. Василь Процевич, ЧСВВ, консультор Чину, настоятель холмський
3. Димитрій Занькевич, ЧСВВ, консультор Чину, настоятель новогородоцький
4. Антоній Томилович, ЧСВВ, секретар Чину, настоятель битенський
5. Полікарп Мигуневич, ЧСВВ, настоятель жировицький
6. Йосиф Сапорович, ЧСВВ, настоятель і офіціал полоцький
7. Авґустин Любенецький, ЧСВВ, настоятель вітебський і офіціал
8. Йосафат Роґінський, ЧСВВ, ректор Володимирської школи
9. Патрикій Жиравський, ЧСВВ, секретар Високопреподобного протоархимандрита
10. Юстин Козаченко, ЧСВВ, настоятель верхівський
11. Костянтин Шацинський, ЧСВВ, настоятель хомський
12. Мельхіор Лосович, ЧСВВ, настоятель і офіціал белзький
13. Никодим Кашиць, ЧСВВ, настоятель більсько-підляський
14. Амврозій Улінський, ЧСВВ, намісник жидичинський
15. Сильвестр Кульчинський, ЧСВВ, викладач філософії
16. Созонтій Теодорович, ЧСВВ, проповідник жировицький
17. Гавриїл Охабський, ЧСВВ, ігумен зимнівський
18. Йона Везанський, ЧСВВ, ігумен низкиницький
19. Натанаїл Малевич, ЧСВВ, настоятель стоянівський
20. Андрій Бенецький, ЧСВВ, настоятель туропинський
21. Пахомій Малевич, ЧСВВ, сповідник Високопреосвященного митрополита

### З Володимирської єпархії
1. Олександр Кизиковський, декан володимирський, нотар капітули
2. Лаврентій Драчинський, ЧСВВ, ігумен загорівський
3. Яків Силкевич, декан сокальський
4. Василій Домбровський, катедральний архидиякон володимирський, декан киселинський
5. Георгій Турович, декан турійський
6. Йоан Турович, віцедекан володимирський
7. Даниїл Тишкевич, декан порицький
8. Андрій Пигович, декан тартаківський
9. Гавриїл Кульчицький, декан локачинський
10. Миколай Лобачевський, декан камінь-каширський

### З Берестейської єпархії
1. Йоан Духновський, декан берестейський
2. Теодор Оліфірович, декан пружанський
3. Григорій Андрушкевич, декан кобринський
4. Стефан Оліфірович, декан мельницький
5. Михаїл Маньковський, декан більсько-підляський
6. Йоан Василевський, декан влодавський
7. Стефан Сосновський, віцедекан поліський
8. Йосиф Ількевич, віцедекан дорогичинський

### З Луцької єпархії
1. Миколай Русовецький, декан луцький
2. Матей Гостиловський, декан ліснівський
3. Теодор Черкевич, декан лаврівський
4. Василій Зарубкевич, декан жуківський
5. Йоан Чешкевич, декан рівненський
6. Василій Луцкевич, декан острозький
7. Йоан Більський, декан базалійський
8. Йоан Шолуха, декан дубенський
9. Йоан Дубачевський, декан олицький

### З Перемишльської єпархії
1. Єронім Кузьмич, ЧСВВ, настоятель Добромильського монастиря
2. Яків Борецький, вікарій в духовних справах Перемишльської катедри
3. Ісая Ґавалевич, ЧСВВ, проповідник Преосвященного єпископа перемишльського
4. Йоан Неронович, пресвітер і вікарій у духовних справах ярославський
5. Петро Борецький, пресвітер перемишльський, вікарій в духовних справах нижанківський
6. Михаїл Нарольський, пресвітер ярославський, вікарій в духовних справах порохницький
7. Йоан Корнашевич, вікарій сяноцький
8. Теодор Нащочиць, вікарій самбірський
9. брат Авґустин Тарногродський, ЧСВВ, архидиякон Преосвященного єпископа перемишльського
10. Миколай Нащочиць, парох самбірський і бісковицький, питомець Львівської папської семінарії

### Із Холмської єпархії
1. Костянтин Кузиковський, декан холмський
2. Тома Колядинський, декан тишовецький
3. Теодор Котраневич, декан белзький
4. Теодор Вітусовський, декан угнівський
5. Йоан Равський, декан томашівський
6. Андрій Карпінський, декан щебрешинський
7. Андрій Народоставський, декан люблінський
8. Теодор Щербінський, декан любомльський
9. Василій Пілецький, декан ратнівський
10. Стефан Ушинський, декан грубешівський
11. Андрій Візанський, декан городлівський
12. Полікарп Біловольський, декан замойський

### Із Львівського єпископства
1. Діонисій Сінкевич, ЧСВВ, офіціал Львівської катедри, ігумен львівський святоюріївський і гошівський
2. Антоній Сідлевич, ЧСВВ, офіціал Галицької катедри, ігумен Угорницького і Погонського монастирів
3. Діонисій Машкевич, ЧСВВ, офіціал кам'янець-подільський, ігумен Львівського монастиря Святого Онуфрія
4. Партеній Ломиковський, ЧСВВ, архидиякон Преосвященного єпископа львівського, ігумен Підгорецького і Золочівського монастирів
5. Йосиф Нарольський, ЧСВВ, проповідник Львівської катедри
6. Філарет Підкова, ЧСВВ, ігумен крехівський
7. Гедеон Паковський, ЧСВВ, ігумен віцинський
8. Гедеон Тимошевич, ЧСВВ, ігумен добрянський
9. Йосафат Борисковський, ЧСВВ, ігумен соколецький
10. Юстин Міхоцький, ЧСВВ, ігумен бесідський
11. Віталій Яндзинський, ЧСВВ, намісник і проповідник крехівський
12. Ісая Дунаєвський, ЧСВВ, ігумен краснопущанський
13. Григорій Підгурський, окружний декан бібрський, проповідник і промотор (синдик)
14. Василій Гнатковський, вікарій в духовних справах долинський і калуський
15. Андрій Зборовський, декан золочівський
16. Петро Підруцький, декан жидачівський
17. Григорій Чапельський, декан білокамінський
18. Йоан Дрогомирецький, вікарій станиславівський
19. Стефан Краковецький, вікарій кам'янець-подільський катедральний
20. Василій Твардиєвич, вікарій чортківський
21. Олександр Ломиковський, вікарій скальський
22. Йоан Підгурський, питомець Львівської папської семінарії
23. Василій Лазорович, вікарій бережанський
24. Яків Зарицький, декан войнилівський
25. Михаїл Зарицький, пресвітер і декан бучацький

### Із Пинської єпархії
1. Йоан Дружиловський, декан пинський
2. Андрій Данейкович, нотарій Пинської капітули, декан погостський
3. Адріян Фабрій, ЧСВВ, настоятель і офіціал берестейський
4. Спиридон Яхимович, ЧСВВ, префект Володимирської школи
5. Ігнатій Кульчинський, ЧСВВ, доктор священного богослов'я та філософії
6. Партеній Данейкович, ЧСВВ, сповідник Високопреосвященного архиєпископа полоцького
7. Миколай Блещинський, ЧСВВ, сповідник Преосвященного єпископа холмського
8. Стефан Семашковський, декан каньчузький
9. Михаїл Давидович, декан любомльський
10. Михаїл Росінський
11. Василій Скотинський, віцедекан любачівський
12. Олександр Вашинський, пресвітер
13. Теодор Рудницький, диякон, питомець Львівської папської семінарії грецько-унійного обряду
14. шляхетний Стефан Лясковський, секретар Його Королівської Милості, апостольський нотарій, старійшина Львівського братства
15. шляхетний Йоан Чесниковський, делегат Львівського братства